# Rusa timorensis
O cervo-de-timor (Rusa timorensis) ou sambar-de-java é um mamífero artiodáctilo da família Cervidae, autóctone de Java e Bali; foi introduzido na Antiguidade nas ilhas Molucas, nas Pequenas Ilhas da Sonda e em Celebes. Existem duas subespécies principais, a de Java e a das Molucas, algo menor. Entre os seus predadores encontram-se o dragão-de-komodo, além de pitões, crocodilos e leopardos-de-java.
A espécie foi introduzido em tempos históricos nas ilhas de Amboina, Maurícia, Comores, e mais recentemente em Madagáscar, no Brasil, Austrália, Nova Caledónia e Nova Zelândia, com fins cinegéticos. A sua população na Nova Caledónia é de 200000 a 300000 indivíduos, e aparenta crescer em função da ausência de predadores (exceto o homem). Na Maurícia, encontra-se hoje acantonada a certas reservas naturais, após ter sido uma ameaça ao equilíbrio dos ecossistemas montanhosos.

## Descrição
A espécie pode ser distinguida pelas suas grandes orelhas, pelos tufos de pelo acima das sobrancelhas, e pela armação que é bastante grande em relação ao tamanho do corpo. As hastes têm forma de lira e ramificam em trios. Os machos são maiores que as fêmeas, e a proporção entre cabeça e corpo varia dos 142 aos 185 cm, com uma cauda de 20 cm. Os machos pesam de 152 a 160 kg, as fêmeas cerca de 74 kg. A pelagem é cinzenta-acastanhada e frequentemente curta e rala. Ao contrário de outras espécies de cervídeos, os recém-nascidos não apresentam manchas na pelagem.
Em Timor-Leste, no ilhéu de Jaco, o cervo-de-timor habituou-se a beber água salgada devido à falta de água doce na ilha.

## Reprodução
A espécie acasala nos meses de julho e agosto, quando os machos se enfrentam em duelos. A fêmea dá à luz a uma a duas crias, após uma gestação de oito meses, no início da primavera. As crias são amamentadas durante 6 a 8 meses, e a maturidade sexual é atingida entre os 3 e os 5 anos, dependendo das condições do habitat. Vivem cerca de 15 a 20 anos, tanto em estado selvagem como em cativeiro.

## Imagens

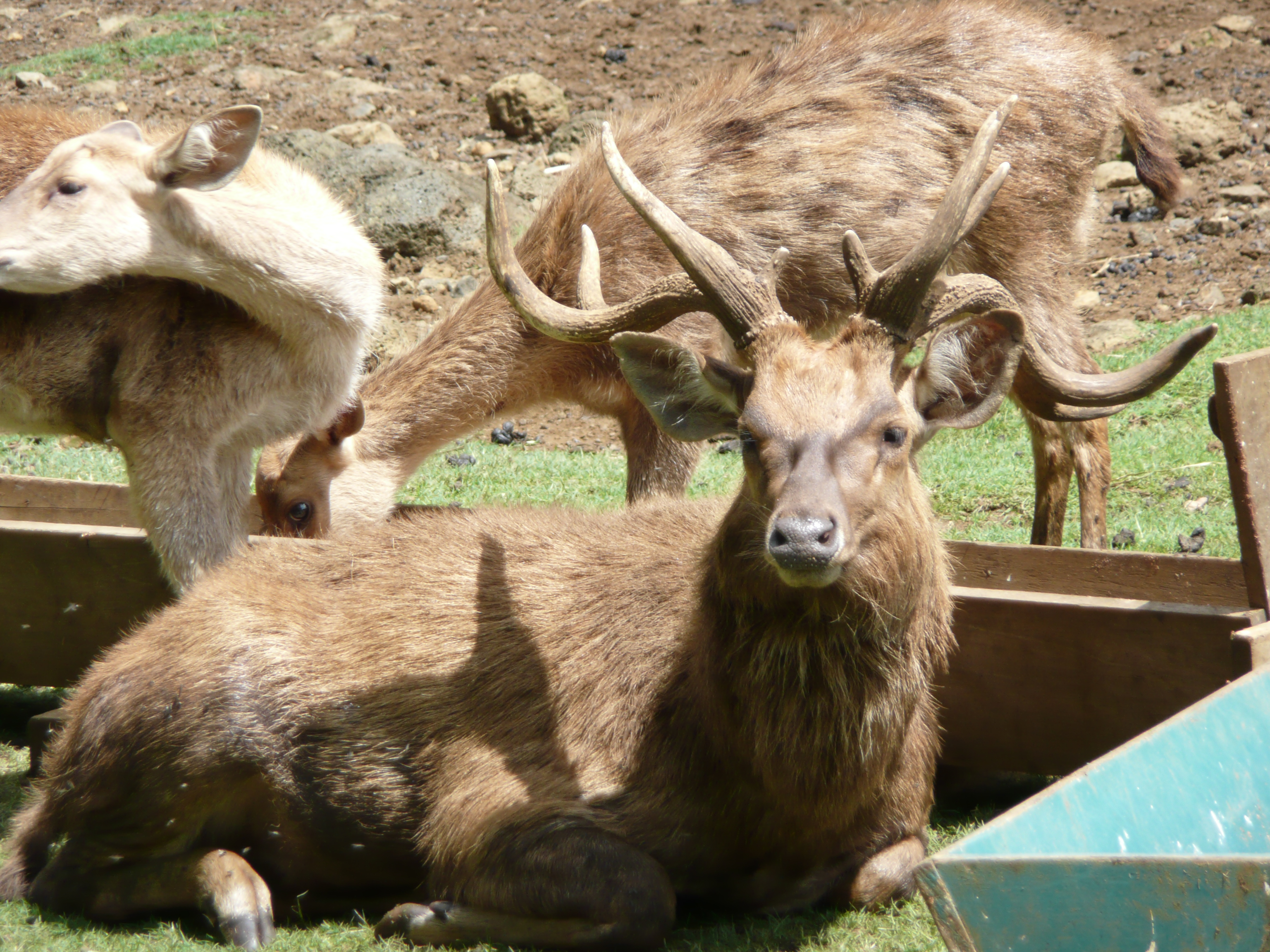
Macho
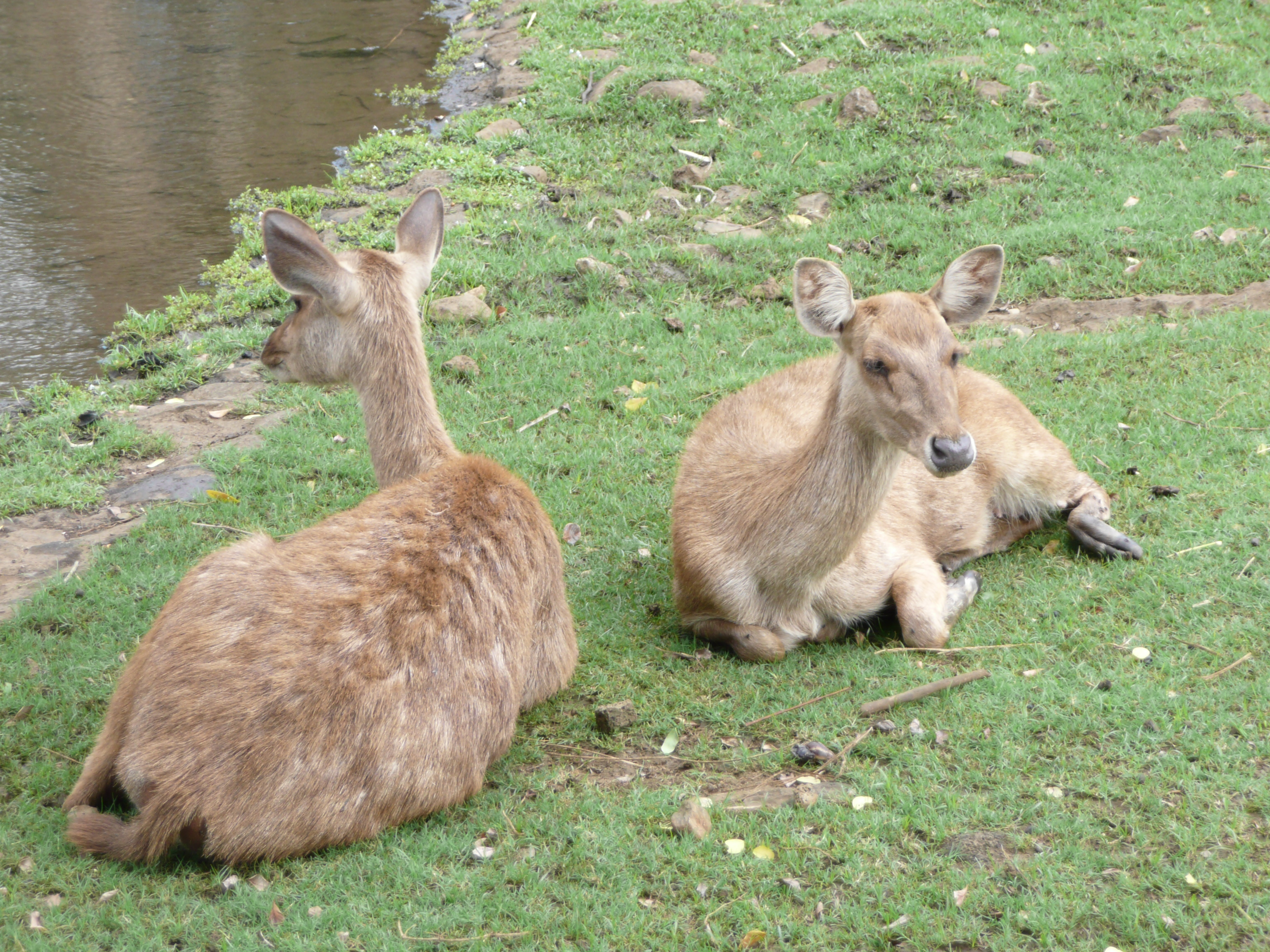
Fêmeas
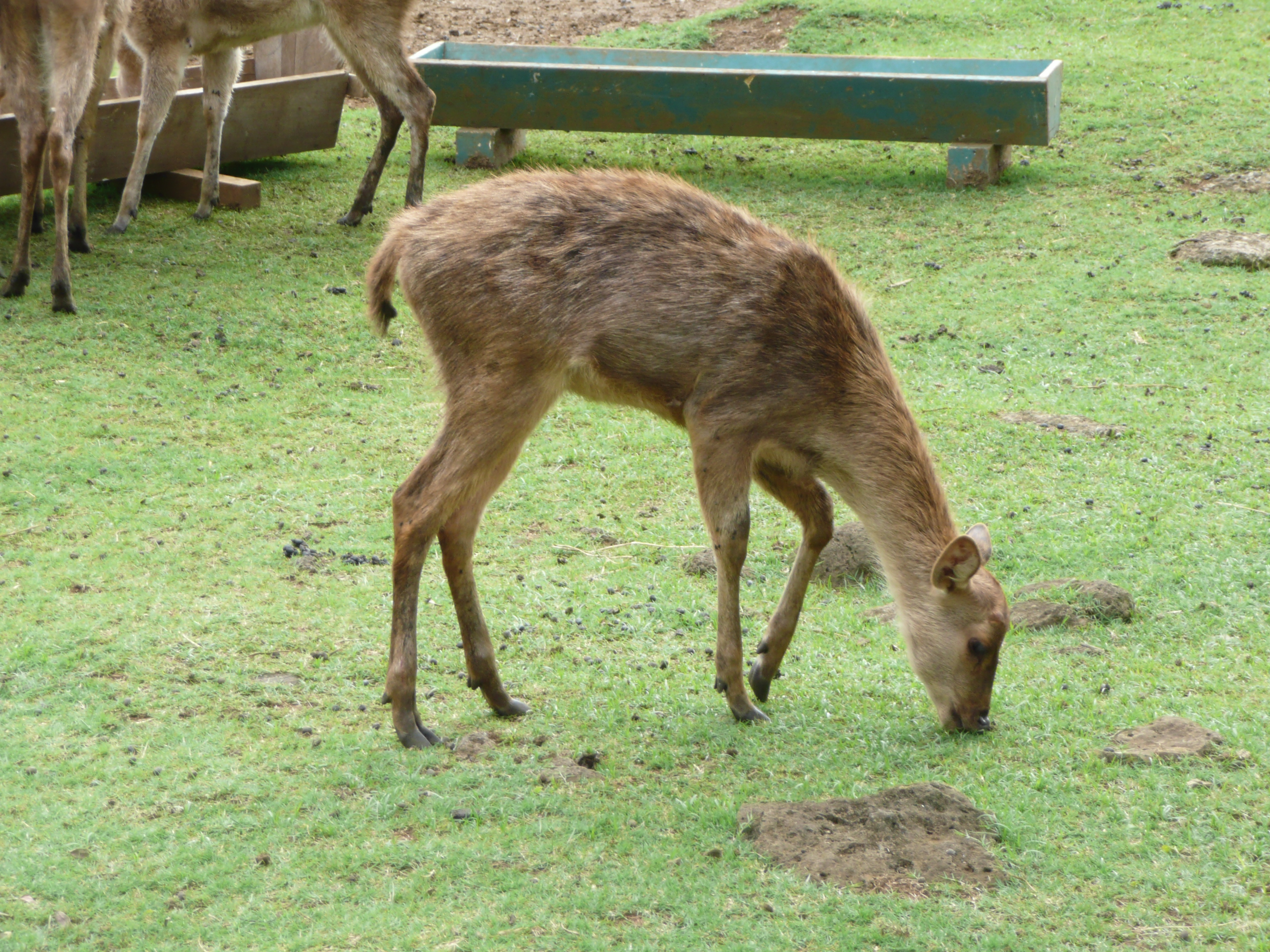
Juvenil
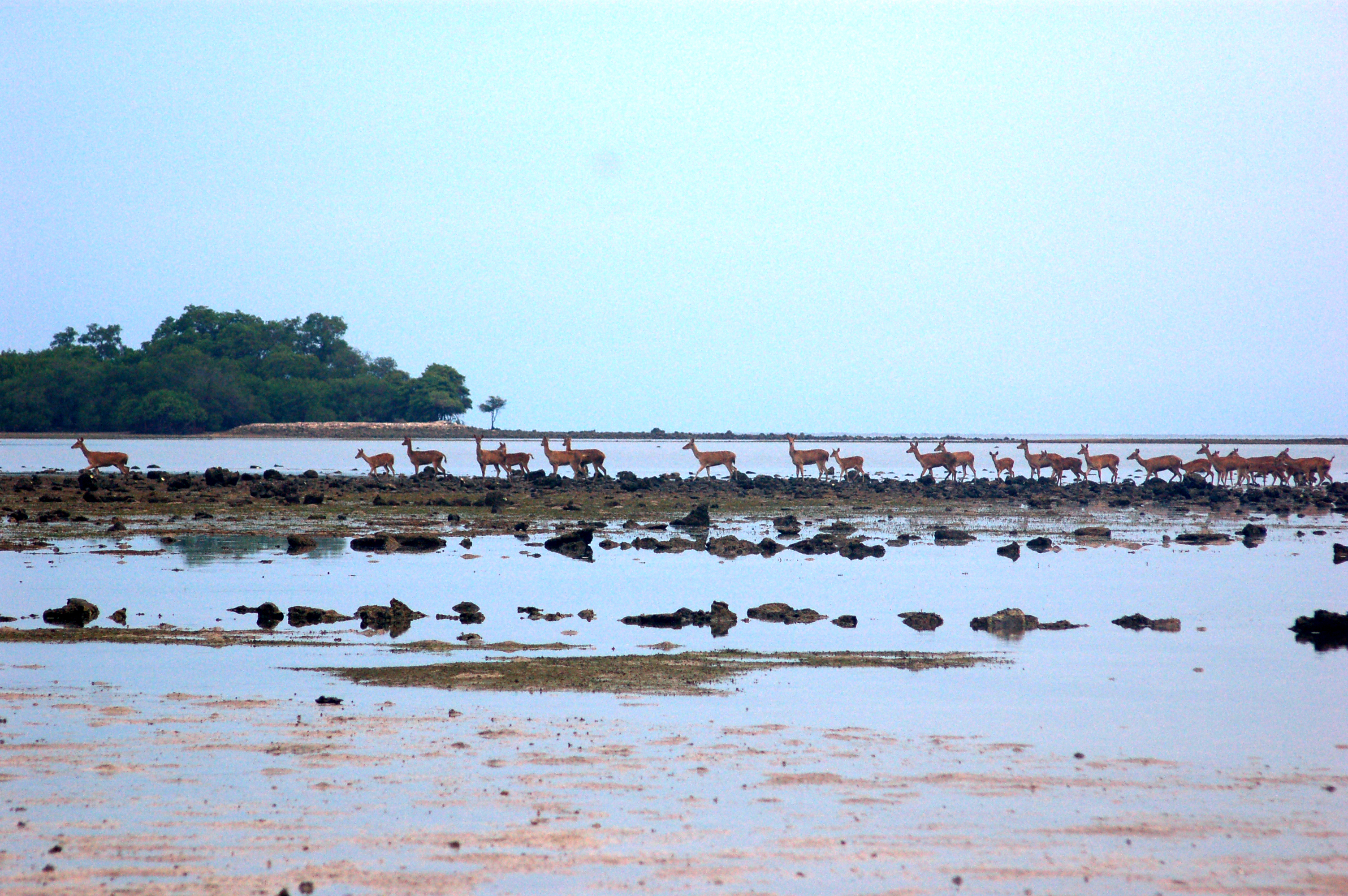
Cervos-de-timor no Parque Nacional Baluran, em Java